# Ismaël Diakité
Ismaël Diakité (ur. 13 grudnia 1991 w Nawakszucie) – mauretański piłkarz grający na pozycji napastnika. Od 2023 pozostaje bez klubu.

## Kariera klubowa
Swoją karierę piłkarską Diakité rozpoczął w klubie ASAC Concorde. W sezonie 2007/2008 zadebiutował w jego barwach w pierwszej lidze mauretańskiej. W debiutanckim sezonie wywalczył z nim mistrzostwo Mauretanii. W sezonie 2009 został wicemistrzem kraju oraz zdobył Puchar Mauretanii. W latach 2013–2015 występował w tunezyjskim CS Hammam-Lif. W sezonie 2015/2016 grał w saudyjskich Al-Nahda Club i Al-Nayha FC. Jesienią 2016 był zawodnikiem tunezyjskiego AS Marsa, a wiosną 2017 - saudyjskiego Al-Khaleej. W sezonie 2017/2018 był graczem marokańskiego Ittihadu Tanger, z którym wywalczył mistrzostwo Maroka. Wiosną 2018 ponownie grał w ASAC Concorde. W latach 2018–2020 był zawodnikiem tunezyjskiego US Tataouine, a w sezonie 2020/2021 grał w katarskim Al-Shamal SC. W latach 2021–2023 występował w CS Sfaxien.

## Kariera reprezentacyjna
W reprezentacji Mauretanii Diakité zadebiutował 31 maja 2008 w przegranym 0:3 meczu eliminacji do MŚ 2010 z Rwandą, rozegranym w Kigali. W 2019 roku powołano go do kadry na Puchar Narodów Afryki 2019. Wystąpił w nim w trzech meczach grupowych: z Mali (1:4), z Angolą (0:0) i z Tunezją (0:0).